# Landeyrat
Landeyrat är en kommun i departementet Cantal i regionen Auvergne-Rhône-Alpes i mitten av Frankrike. Kommunen ligger  i kantonen Allanche som ligger i arrondissementet Saint-Flour. År 2022 hade Landeyrat 86 invånare.

## Befolkningsutveckling
Antalet invånare i kommunen Landeyrat
Referens:INSEE